# KDesktop
KDesktop est un composant logiciel du projet KDE. Sa tâche principale est d'afficher un fond d'écran ainsi que les icônes dans l'environnement de bureau KDE. Lors d'une refonte, il est remplacé par Plasma dans la version 4 en 2008. Il est écrit en C++.